# Naguabo
Naguabo – miasto w Portoryko, w gminie Naguabo.